# 伊格爾鎮區 (密西根州)
伊格爾鎮區（英語：Eagle Township）是位於美國密西根州克林頓縣的一個行政鎮區。

## 地方資料
伊格爾鎮區的面積為91.63平方千米，當中陸地面積為89.98平方千米，而水域面積為1.65平方千米。根據2020年美國人口普查的數據，當地共有人口2776人，而人口密度為每平方千米30.3人。